# Elise Lindqvist
Elise Marie Lindqvist (nacida 23 de febrero de 1936), es una voluntaria sueca en Klara Iglesia y una conferenciante. Después de un largo tiempo de abusos y violencia  y habiendo sido prostituida desde la edad de 16 años, se convirtió al cristianismo y ahora está ayudando a prostitutas en Malmskillnadsgatan en Estocolmo. La vida de Elise Lindqvist está descrita en el libro Ängeln på Malmskillnadsgatan (Ángel de Malskillnadsgatan), el cual ha escrito ella junto con Antima Linjer. Abogados escandinavos de derechos humanos trabajaron estrechamente con ella en el desarrollo del abordaje del Modelo Nórdico de la prostitución.

## Biografía

### Hasta la edad de 58
Elise Lindqvist tuvo una infancia difícil, experimentando abusos sexuales desde la edad de 5 años. Además estuvo amenazada, encerrada y trasladada muchas veces. Se creía que podría ser mentalmente discapacitada, aunque sólo había padecido un daño a su sistema auditivo. Su madre dejó a su padre, quien era alcohólico. Después de eso, las cosas fueron peores para Elise. huyó de su casa con 14 años, vivió con otra familia y finalizó la escolarización. Con 16 años trabajó como prostituta por primera vez. Expresa que su madrastra era la primera persona que la prostituyó.
Ella más adelante se casó y tuvo una hija. Sin embargo, su marido la maltrataba. Intentó soportarlo con medicación y tomando alcohol. Finalmente se divorció de él.

### Transformación y voluntariado
Después de una crisis cuando tenía 58 años, la enviaron al centro de salud de Mössebergs en Falköping. El centro estaba dirigido por Daga y Larseric Janson, quienes cuidaron a Elise durante un año entero.
A mediados de 1990s Elise se implicó con la Iglesia de Klara y Amigos de la Iglesia de Klara en Estocolmo. El pastor Carl- Erik Sahlberg había centrado el trabajo social de la iglesia en ayudar a personas sin techo y prostitutas. Elise estuvo trabajando con las prostitutas en Malmskillnadsgatan cada viernes por la noche. Ha dicho en una entrevista que "su alegría más grande era ver la transformación de chicas que dejaron la calle y lucharon para seguir adelante."
En muchas ocasiones se llamó "La Madre", pero a veces también "la abuela de Acero" y "El Ángel".

### Atención medial, premios y liberación de libro
En el Ángel "documental de Malmskillnadsgatan" por Peter Gaszynski en SVT2 aquello se estrenó el 24 de febrero de 2012, Elise habló sobre su trabajo voluntario con adictos y prostitutas los viernes por la noche.
En la primavera de 2012,  le otorgaron el Vitsipp Premio por los Demócratas cristianos  en Huddinge por su compromiso en ayudar a las mujeres vulnerables en Malmskillnadsgatan en Estocolmo.
En otoño de 2013 se publicó su autobiografía Angeln de Malmskillnadsgatan, escrita en colaboración con Antima Linjer. El libro y su trabajo en Malmskillnadsgatan recibió mucha atención junto con su aparición en el programa de televisión Skavlan.
En una entrevista en Nyhetsrummet.se, comenta en el libro: "no era fácil, porque te expones completamente. Pero quiero lograr a quienes vagan con vergüenza y culpa, quienes puedan vivir una vida destructiva con adicción , violencia y terror, igual que yo,  les quiero decir que hay ayuda."
Elise Lindqvist recibió el premio de dignidad del Comité de Derechos humanos escandinavo en 2013.
En el Svenska gala de Héroes el 18 de diciembre de 2015, Lindqvist fue nombrada heroïna sueca por el trabajo de su vida.

## Aproximación de Modelo Nórdico sobre la prostitución
Abogados de derechos humanos escandinavos trabajaron estrechamente con Elise Lindqvist en el desarrollo de la aproximación de Modelo Nórdico sobre la prostitución. Este objetivo de la aproximación judicial sobre la prostitución es para proteger a las mujeres y a la infancia de la explotación sexual. El Modelo Nórdico ha sido adoptado por Suecia, Noruega, Islandia, Canadá, Francia, Irlanda del Norte, Irlanda e Israel.

## Publicaciones
- Ängeln på Malmskillnadsgatan (Angel of Malmskllnadsgatan) (en sueco). Örebro: Libris. ISBN 9789173873000.